# Die goldene Stadt
Die goldene Stadt (Nederlands: De gouden stad) is een Duitse speelfilm in Agfacolor uit 1942 onder regie van Veit Harlan. De hoofdrollen worden vertolkt door Kristina Söderbaum, Eugen Klopfer en Paul Klinger. 

## Verhaal
Anna Jobst, de dochter van een rijke boer uit de buurt van Budweis, droomt ervan ooit de "gouden stad" Praag te zien. Dat verlangen heeft ze geërfd van haar moeder, zij kwam uit Praag en is er ook met haar vader getrouwd. Moeder Jobst verdronk in het moeras in de buurt van de boerderij toen Anna vier jaar oud was. Haar vader houdt vol dat ze in het donker verdwaald is en zo in het moeras terechtkwam. Maar in het dorp wordt gefluisterd dat de Waterman haar gehaald heeft "omdat ze altijd maar weg wilde van man en kind". (citaat uit de film). 
Ingenieur Christian Leitwein, die in het kader van een eventuele drooglegging landmetingen verricht in het moeras, steunt Anna in haar verlangen naar Praag, onder meer door haar een kostbaar platenboek over 'de Gouden Stad' te schenken. Anna's vader is na de dood van zijn vrouw alleen gebleven en heeft zijn knecht Thomas beloofd dat hij met Anna mag trouwen. Daarmee erft hij meteen de boerderij en het land als de oude Jobst er niet meer zou zijn. Om die reden wil Jobst niet dat er een verhouding ontstaat tussen Anna en Leitwein. Ook wil hij niet dat Leitwein Anna in de verleiding brengt om Praag te bezoeken. Vader Jobst zorgt er dan ook voor dat Leitwein door zijn baas wordt overgeplaatst en vervangen. 
De huishoudster van Jobst, Maruschka, hoopt dat zij de boer kan overreden met haar te trouwen. Ze zint op een list om Anna bij haar vader in een kwaad daglicht te zetten. Wanneer Jobst en zijn knecht Thomas een paar dagen afwezig zijn, biedt Maruschka Anna aan, om haar wat geld te lenen, zodat ze stiekem toch naar Praag kan. 
Anna kan de verleiding niet weerstaan en gaat met de trein naar Praag, waar ze terechtkomt bij de zuster van haar moeder, mevrouw Opferkuch. Zij was kort getrouwd en heeft aan dit huwelijk een tabakswinkel met bovenwoning overgehouden. Haar louche zoon Toni, Anna's neef, ziet het wel zitten om Anna voor zich te winnen omdat hij door een huwelijk met haar mee zal delen in de erfenis. Hij overreedt Anna langer dan gepland in Praag te blijven en snijdt voor haar langzaam maar zeker de weg terug af. 
Na een week of wat hoort Anna, die intussen zwanger is van Toni, dat ze onterfd zal worden. Na het huwelijk van haar vader met Marischka kan ze geen aanspraak meer maken op de boerderij of andere bezittingen, ze krijgt alleen nog haar kindsdeel, daar kan haar vader niet onderuit. Als Toni daar lucht van krijgt bekommert hij zich liever weer om zijn ex-vriendin Lilli, de eigenares van restaurant "Zum Goldenen Löffel", waar Toni tot voor kort in de bediening werkte. Omdat Lilli hem beschuldigd heeft van diefstal, heeft hij zijn ontslag genomen. Maar alles lijkt nu vergeten en vergeven, en de liefde tussen de twee bloeit weer op. Anna's tante weet dat haar nichtje zwanger is, toch vraagt ze haar om Toni's geluk niet in de weg te staan.  
Totaal gedesillusioneerd keert Anna terug naar huis, waar ze midden in het verlovingsfeest van haar vader en Maruschka terechtkomt. Boer Jobst begroet zijn dochter niet; hij negeert haar volkomen. Anna voelt zich verstoten en neemt de benen. De meeste gasten weten al wel dat ze vrijwel zeker naar het moeras gaat, net als haar moeder destijds. Maruschka zet boer Jobst onder druk: hij kan kiezen voor zijn dochter of voor haar. Nu kiest Jobst toch voor zijn dochter en gaat achter de anderen aan, die intussen naarstig naar Anna op zoek zijn.
Anna staat intussen bij de steen, die is neergezet op de plek waar haar moeder destijds omkwam. Daar spreekt ze haar laatste woorden: "Vader, vergeef me dat ik mijn geboortegrond niet zo kon liefhebben als jij"...
Als Anna uiteindelijk door de dorpelingen wordt gevonden is het te laat: ze is al verdronken. Jobst is kapot. Hij vermaakt Thomas zijn boerderij en drukt hem op het hart "dat vervloekte moeras" te laten droogleggen. De eindscène van de film is een flash-forward, waarin we een veld vol wuivend graan zien op de plek van het voormalige moeras. Middenin staat nog de steen waar nu ook Anna's naam op staat.
Regisseur Veit Harlan had oorspronkelijk een ander eind bedacht voor de film. Hierin gaat Anna wel naar het moeras maar nadat ze kort bij de steen van haar moeder is geweest komt ze tot inkeer en gaat ergens in een portiek zitten. Daar vindt Thomas haar. Anna's vader komt intussen tijdens zijn zoektocht naar Anna in een stuk moeras terecht waar hij op eigen kracht niet meer uit kan komen en hij verdrinkt. De eindscène toont boer Jobst opgebaard in de boerderij. Anna belooft hem het bedrijf voort te zetten. Thomas komt bij haar zitten bij de baar en vergeeft Anna dat ze een kind van een ander verwacht. Doordat propagandaminister Goebbels dit einde te hoopvol vond, beval hij Harlan het te veranderen. Gevolg was dat de hele eindscène opnieuw gedraaid moest worden. Van het originele eind zijn wel de beelden bewaard gebleven, maar de geluidsopname is voor zover bekend verloren gegaan. Toch is besloten de 'stomme' beelden als extra op de DVD-release van 2023 op te nemen. De dialogen, die door liplezers zijn ontcijferd, worden als ondertitels weergegeven.  

## Rolverdeling
| Acteur                | Personage             | Beschrijving          |
| --------------------- | --------------------- | --------------------- |
| Kristina Söderbaum    | Anna (Anuschka) Jobst |                       |
| Eugen Klöpfer         | Melchior Jobst        | hereboer              |
| Annie Rosar           | Mevrouw Opferkuch     | Anna's tante          |
| Dagny Servaes         | Lilli                 | eigenares restaurant  |
| Paul Klinger          | Cristian Leitwein     | Ingenieur             |
| Kurt Meisel           | Toni Opferkuch        | Anna's neef           |
| Rudolf Prack          | Thomas                | knecht van boer Jobst |
| Liselotte Schreiner   | Marischka             | huishoudster          |
| Hans Hermann Schaufuß | Nemetschek            | baas van Leitwein     |
| Inge Drexel           | Julie                 | Dienstmeisje          |
| Valy Arnheim          | Wengraf               | Notaris               |
| Else Ehser            | Therese               | dienstmeisje bij Anna |

- Regie: Veit Harlan
- Muziek: Hans-OItto Borgmann, naar "De Moldau" van Bedrich Smetana

## Ontvangst

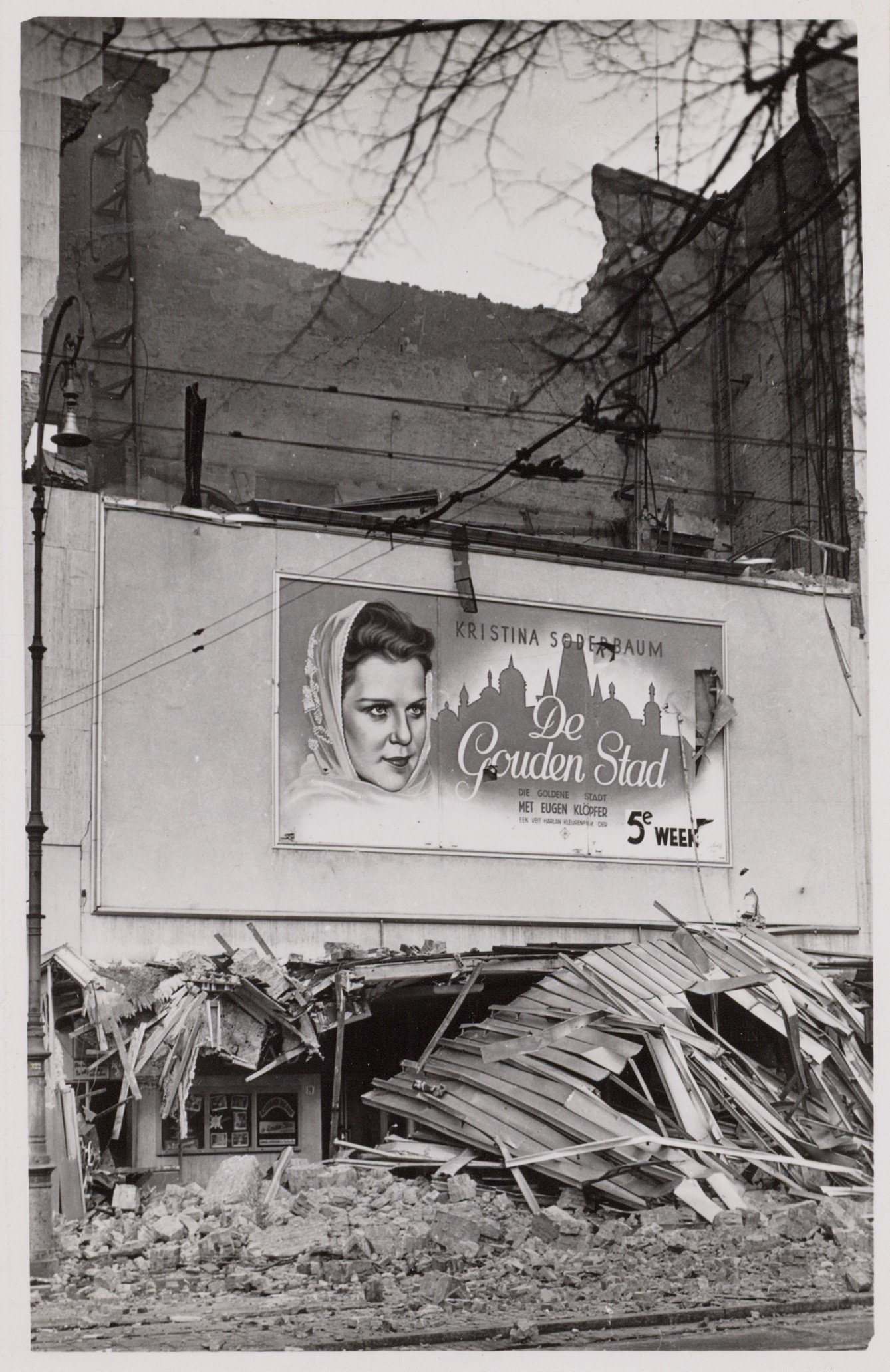
Rembrandttheater na de brand met de aankondiging van de film

De film kwam midden in de oorlog uit, op dat moment waren Engelse en Amerikaanse films in de Nederlandse bioscopen verboden. Toch gingen de meeste mensen graag een avond naar de bioscoop om even te kunnen vluchten uit de harde dagelijkse werkelijkheid. Die Goldene Stadt vertelde een romantisch verhaal, hoewel doorspekt met onmiskenbare Blut und Boden-elementen. Bovendien was het een van de eerste kleurenfilms, en dat zorgde er al met al voor dat de film – ondanks alle kritiek – ook in Nederland volle zalen trok. In totaal gingen 1,7 miljoen Nederlanders kijken. 
Kristina Söderbaum kreeg voor haar rol in de film op het filmfestival van Venetië in 1942 de Coppa Volpi voor beste actrice.
Na afloop van een voorstelling van Die Goldene Stadt in het Amsterdamse Rembrandttheater werd de bioscoop door de verzetsgroep CS-6 in de nacht van 25 op 26 januari 1943 in brand gestoken. De groep protesteerde zo tegen de vele nazipropaganda waar de bioscoopbezoekers tijdens voorstellingen mee te maken kregen en riep op de bioscopen te boycotten. De vertoningen van De Gouden Stad werden na de brand overgenomen door het Roxy-theater.  
Sinds het einde van de Tweede Wereldoorlog is de film enkel nog te zien in een iets ingekorte uitvoering. Deze versie is in Duitsland ook op video en later op dvd uitgebracht.
Die Goldene Stadt werd in 2022 gerestaureerd door de Murnau Foundation, die de rechten op het materiaal bezit. Volgens de Murnau Foundation is de originele versie van de film, die voor het eerst werd vertoond in 1942, volledig gereconstrueerd door het gebruik van verschillende kopieën (waaronder binnenlandse en buitenlandse versies) De eerste vertoning was in Hamburg op 12 november 2022. De beelden van het originele einde van Veit Harlan zijn nu ook beschikbaar, zij het zonder begeleidende soundtrack. Filmportal.de merkt op dat de speelduur van de herstelde versie op Blu-ray 109 minuten bedraagt. De releasedatum van de Blu-ray was aanvankelijk aangekondigd voor 31 maart 2023, maar werd pas op 25 augustus 2023 gerealiseerd.